# Champs-sur-Marne
Champs-sur-Marne je vzhodno predmestje Pariza in občina v osrednjem francoskem departmaju Seine-et-Marne regije Île-de-France. Leta 2009 je naselje imelo 24.271 prebivalcev.

## Geografija
Naselje leži v osrednji Franciji ob reki Marni, 54 km severno od Meluna, 20 km od središča Pariza.

## Administracija
Champs-sur-Marne je sedež istoimenskega kantona, v katerem se poleg njegove nahaja še občina Émerainville z 31.767 prebivalci. Občina je del leta 1972 nastalega pariškega predmestja Marne-la-Vallée (sektor Val Maubuée).

## Zgodovina
Prvotno samo Champs, je bil kraj uradno preimenovan v Champs-sur-Marne 9. aprila 1962.

## Znamenitosti
- dvorec Château de Champs-sur-Marne s francoskim vrtom in angleškim parkom,
- obrežje Marne.

## Pobratena mesta
- Bradley Stoke (Združeno kraljestvo),
- Quart de Poblet (Španija).